# Dellfeld

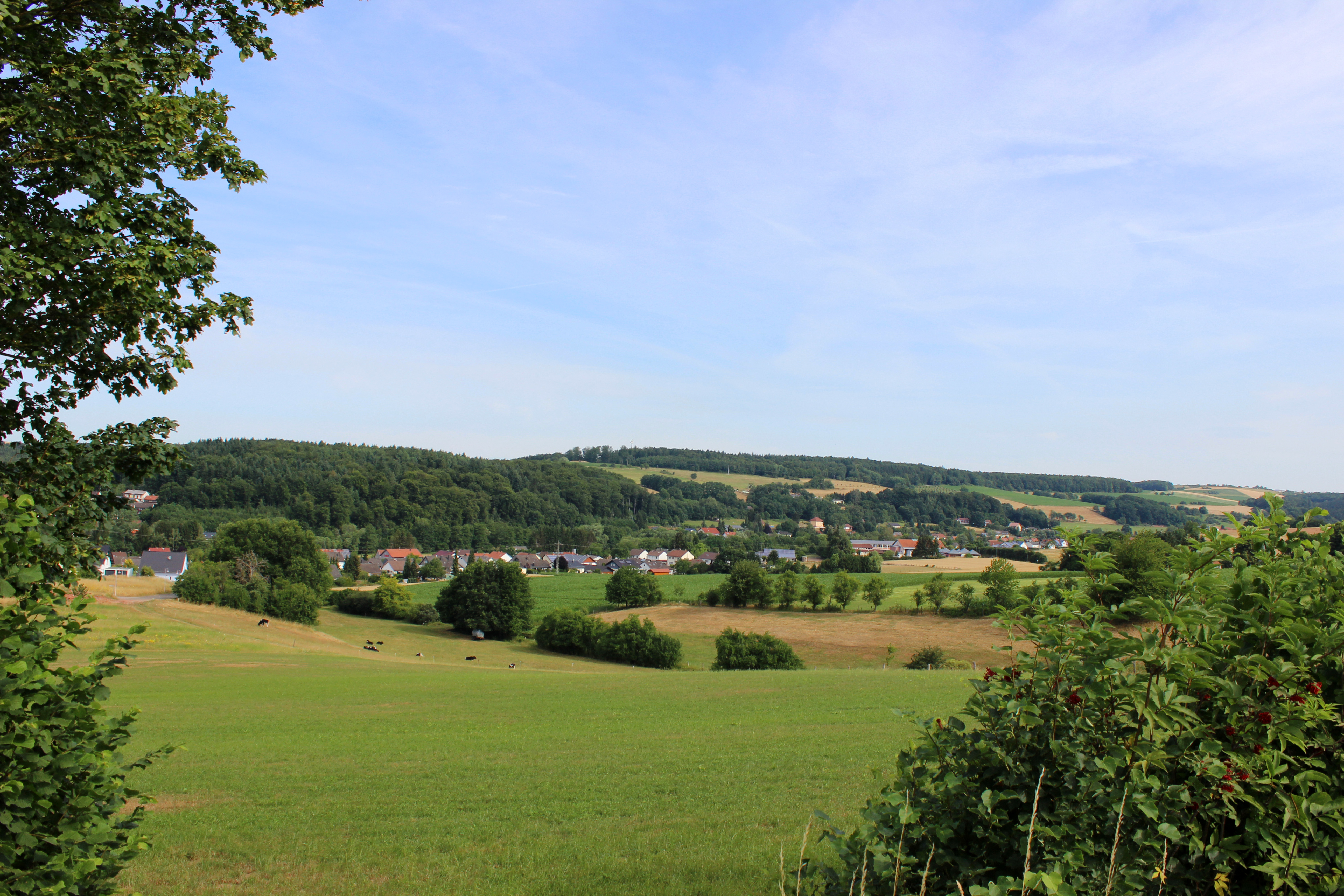
Ortsbild von Dellfeld

Dellfeld ist eine Ortsgemeinde im Landkreis Südwestpfalz in Rheinland-Pfalz. Sie gehört der Verbandsgemeinde Zweibrücken-Land an.

## Geographie
Dellfeld liegt im Schwarzbachtal, zwischen der nördlich anschließenden Sickinger Höhe und dem Zweibrücker Hügelland.
Die Gemeinde besteht aus den Ortsteilen Dellfeld und Falkenbusch sowie den Wohnplätzen Weihershof, Ziegelhütte und Berghof.

## Geschichte
Dellfeld wurde 1295 als Dellenvelt erstmals erwähnt. Es folgte in seiner territorialen Zugehörigkeit bis Ende des 18. Jahrhunderts stets Pfalz-Zweibrücken.
Von 1798 bis 1814, als die Pfalz Teil der Französischen Republik (bis 1804) und anschließend Teil des Napoleonischen Kaiserreichs war, war Dellfeld in den Kanton Zweibrücken eingegliedert und unterstand der Mairie Contwig. 1815 hatte der Ort 350 Einwohner. Im selben Jahr wurde der Ort Österreich zugeschlagen. Bereits ein Jahr später wechselte der Ort wie die gesamte Pfalz in das Königreich Bayern. Von 1818 bis 1862 gehörte er dem Landkommissariat Zweibrücken an; aus diesem ging das Bezirksamt Zweibrücken hervor.
Ab 1939 war der Ort Bestandteil des Landkreises Zweibrücken. Nach dem Zweiten Weltkrieg wurde Dellfeld innerhalb der französischen Besatzungszone Teil des 1946 neu gebildeten Landes Rheinland-Pfalz. Im Zuge der ersten rheinland-pfälzischen Verwaltungsreform wechselte Dellfeld nach Auflösung des Landkreises Zweibrücken in den Landkreis Pirmasens, der 1997 in Landkreis Südwestpfalz umbenannt wurde. Im selben Jahr wurde der Ort in die neu gebildete Verbandsgemeinde Zweibrücken-Land eingegliedert.

## Bevölkerungsentwicklung
Die Entwicklung der Einwohnerzahl von Dellfeld, die Werte von 1871 bis 1987 beruhen auf Volkszählungen:
| Jahr | Einwohner |
| ---- | --------- |
| 1815 | 350       |
| 1835 | 477       |
| 1871 | 565       |
| 1905 | 680       |
| 1939 | 920       |
| 1950 | 1.021     |
| 1961 | 1.243     |

| Jahr | Einwohner |
| ---- | --------- |
| 1970 | 1.222     |
| 1987 | 1.304     |
| 1997 | 1.307     |
| 2005 | 1.456     |
| 2011 | 1.385     |
| 2017 | 1.390     |
| 2023 | 1.408     |

## Politik

### Gemeinderat
Der Gemeinderat in Dellfeld besteht aus 16 Ratsmitgliedern, die bei der Kommunalwahl am 9. Juni 2024 in einer personalisierten Verhältniswahl gewählt wurden, und dem ehrenamtlichen Ortsbürgermeister als Vorsitzendem.
Die Sitzverteilung im Gemeinderat:
| Wahl | SPD | CDU | FWD | Gesamt   |
| ---- | --- | --- | --- | -------- |
| 2024 | 5   | 5   | 6   | 16 Sitze |
| 2019 | 9   | 1   | 6   | 16 Sitze |
| 2014 | 9   | 1   | 6   | 16 Sitze |
| 2009 | 10  | 2   | 4   | 16 Sitze |
| 2004 | 10  | 4   | 2   | 16 Sitze |

- FWD = Freie Wähler Dellfeld e. V.

### Bürgermeister
Marcus Spies (CDU) wurde am 4. Juli 2024 Ortsbürgermeister von Dellfeld. Bei der Direktwahl am 9. Juni 2024 hatte er sich mit einem Stimmenanteil von 53,6 % gegen einen Mitbewerber durchgesetzt.
Seine Vorgängerin Doris Schindler (SPD) hatte das Amt seit 2004 ausgeübt und kandidierte bei der Wahl 2024 nicht erneut als Ortsbürgermeisterin. Zuletzt bei der Direktwahl am 26. Mai 2019 war sie mit einem Stimmenanteil von 54,79 % für weitere fünf Jahre in ihrem Amt bestätigt worden.

### Wappen
| Wappen von Dellfeld | Blasonierung: „Von Rot und Gold durch eine Wellenlinie geteilt, oben rechts ein goldener fliegender Falke, oben links eine silberne Rose mit blauen Butzen, unten eine rote, romanische Kirche in Seitenansicht.“ |
| Wappen von Dellfeld | Es wurde 1982 durch die Bezirksregierung Rheinhessen-Pfalz verliehen. |

## Kultur

### Kulturdenkmäler

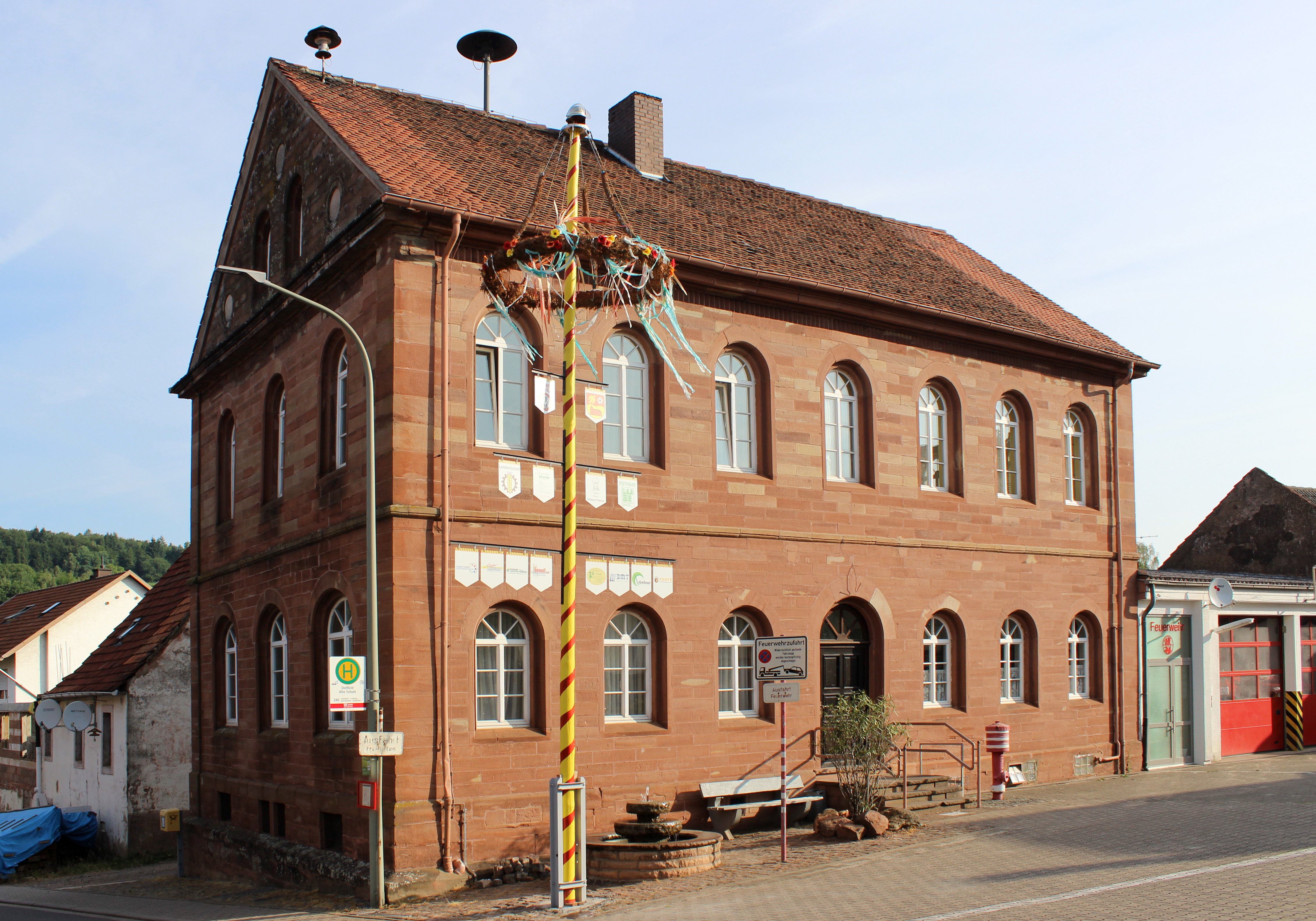
Denkmalgeschütztes Schulhaus

Vor Ort befinden sich insgesamt sechs Objekte, die unter Denkmalschutz stehen.

### Natur
Das Naturschutzgebiet Weihertalkopf erstreckt sich teilweise über die Gemarkung von Dellfeld.

### Folklore
1895 wurde vor Ort ein sogenannter Rattenkönig gefunden, der im Zoologischen Museum der Stadt Straßburg ausgestellt ist.

## Verkehr und Infrastruktur

### Verkehr
Vor dem Bau der A 8 führte durch Falkenbusch die Bundesstraße 10, die auf diesem Abschnitt mittlerweile zur Landesstraße 477 herabgestuft wurde.
An der Straßenabzweigung nach Pirmasens wurde im Jahr 1840 ein Gasthaus errichtet, aus dem sich nach dem Bau der Eisenbahn zwischen Zweibrücken und Landau im Jahr der Ortsteil Falkenbusch entwickelte. Seit 1895 besteht die Bahnstrecke Landau–Rohrbach in ihrer jetzigen Form.

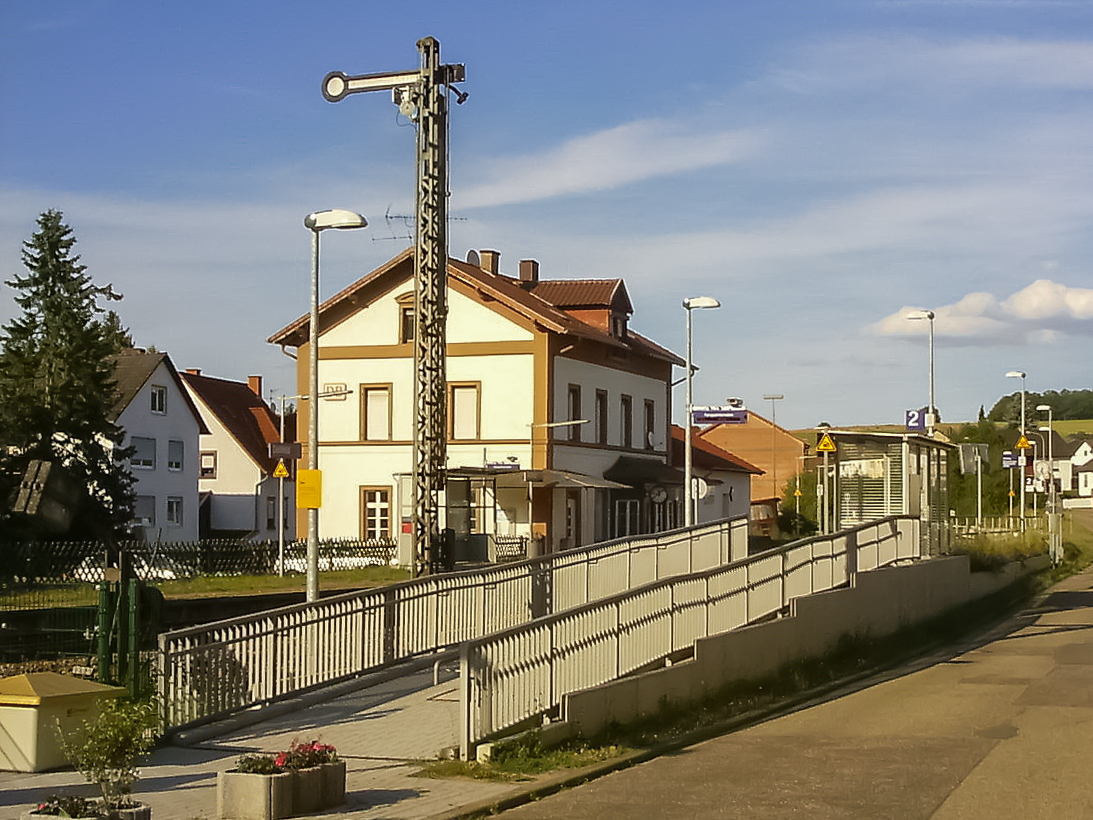
Bahnhof Dellfeld

Dellfeld hat zwei Stationen an der Bahnstrecke Landau–Rohrbach: Dellfeld Ort, als ortsnaher Haltepunkt, und der Bahnhof Dellfeld. Der Bahnhof Dellfeld liegt in der Gemarkung Falkenbusch. Zwischen Pirmasens und Zweibrücken stellt er mittlerweile die einzig verbliebene Kreuzungsmöglichkeit dar. Das Empfangsgebäude sowie der nicht mehr genutzte Güterschuppen haben für den Bahnverkehr keine Bedeutung mehr. Das mechanische Stellwerk mit der Bezeichnung Df, das nach 1938 in der Einheitsbauart entstand, wurde inzwischen außer Betrieb genommen, ebenso wie das im gleichen Jahre entstandene (und zu einem früheren Zeitpunkt außer Betrieb genommene) mechanische Wärterstellwerk namens Dw. Ende 2009 erhielt der Bahnhof einen neuen Außenbahnsteig in Fahrtrichtung Osten.

### Tourismus
Durch Dellfeld führt der von Hornbach nach Wilgartswiesen verlaufende Pirminius-Radweg.

## Persönlichkeiten

### Ehrenbürger
- Georg Eitel (?–?), 25 Jahre Amtszeit im Gemeinderat und besonderer Einsatz für die örtliche Infrastruktur[10]
- Heinz Veith (1930–2014), 25 Jahre Amtszeit als Ortsbürgermeister (1974–1999) und besonderer Einsatz für die örtliche Infrastruktur[10]
- Doris Schindler, 20 Jahre Ortsbürgermeisterin und besonderer Einsatz in der Gemeinde[11]

### Söhne und Töchter der Stadt
- Fritz Glahn (1899–1977), Politiker (FDP), MdB, MdL, rheinland-pfälzischer Finanzminister (1959–1966)

### Personen, die vor Ort gewirkt haben
- Harald Glahn (* 1942), Politiker (FDP), wuchs vor Ort auf.